# Mira Stupica
Mira Stupica, srbska gledališka, filmska in televizijska igralka, * 17. avgust 1923, Gnjilane, Kraljevina Srbov, Hrvatov in Slovencev, † 19. avgust 2016, Beograd, Srbija.
Bila je ena najbolj cenjenih srbskih (in jugoslovanskih) 

## Življenjepis
Rodila se je 17. avgusta 1923 v Gnjilanu, mestu na vzhodu Kosova v siromašni družini kot Miroslava Todorović. Njena starša, oče Radomir iz Orašca in mati Danica, rojena Stanišić iz Livna sta v tem času službovala kot profesorja gimnazije v Gnjilanu. Je starejša sestra srbskega gledališkega igralca Bore Todorovića (1929 do 2014) in teta njegovemu sinu, gledališkemu igralcu in rock glasbeniku Srđanu Todoroviću (roj. 1965). Poleg tega je imela še dva mlajša brata, ki sta umrla kot otroka.
Družina se je pozneje preselila v Gornji Milanovac, kjer ji je leta 1932 umrl oče. Mati je pozneje dobila zaposlitev v Aranđelovcu, kar je povzročilo novo selitev. Po odločitvi družine se je vpisala v Trgovsko akademijo v Beogradu, ki je pa ni zanimala, čeprav je igrala v šolskih predstavah. Tako je pričela vse pogosteje bežati od pouka in obiskovati gledališče. Prvo vlogo v gledališču je odigrala leta 1941.
Prvič se je poročila leta 1943 s srbskim igralcem Milivojem Popovićem - Mavidom (1909 do 1994) s katerim je imela hči Milko, ter vnuka Mio in pravnuka Maksima. Drugič se je poročila leta 1948 s slovenskim gledališkim režiserjem Bojanom Stupico (1910 do 1970). Mira Stupica je ne enkrat izjavila, da je bil Bojan Stupica najpomembnejša oseba v njenem življenju. Leta 1973 se je poročila z bosansko-hercegovskim politikom Cvijetinom Mijatovićem (1913 do 1993),med leti 1980 in 1981 predsednikom predsedstva Jugoslavija. Z njim je ostala do njegove smrti.
Do leta 2015 je živela v stanovanju, v beograjski četrti Dorćol, pozneje pa v domu za starejše. Umrla je v Beogradu 19. avgusta 2016.

## Igralstvo

### Gledališče
Prvo gledališko vlogo je ostvarila leta 1941. Po vojni je igrala v Jugoslovanskem dramskem gledališču (Jugoslovensko dramsko pozorište) in v Narodnem gledališču v Veogradu (Narodno pozorište u Beogradu). Na njeno igralsko kariero je odločilno vplivalo srečanje z režiserjem Bojanom Stupico v Jugoslovanskem dramskem gledališču v Beogradu. Stupica je imel veliko zaslug za razvoj njenega igralskega talenta. Med leti 1955 in 1957 je bila članica Hrvaškega narodnega gledališča (Hrvatsko narodno kazalište) v Zagrebu, kjer je med drugimi premierno igrala sestro Magdaleno/Glorijo v Gloriji Ranka Marinkovića. Iz številnih gledališčih so znane njene vloge v Brechtovem Kavkaškem krogu s kredo, kot v predstavah Shawa, Držića, Pirandella, Marinkovića in Pavela Kohouta. Za številne glavne vloge, ki jih je odigrala je prejela Sedmojulijsko nagrado, najvišje priznanje za umetniške dosežke v SR Srbiji. Njena najbolj prepoznavna vloga pa je bila v Nušićevi Gospe ministrici.

### Film in televizija
V filmu je prvič zaigrala leta 1951, zadnjikrat pa leta 2011. Od prve njene vloge Maše v filmu Fedorja Hanžekovića Bakonja fra Brne je igrala v filmih na področju celotne tedanje države. Posebej opazne so bile vloge v filmih Jara gospoda režiserja Bojana Stupice posnetega po literarnem delu Janka Kersnika, Bila sam jača (Bila sem močnejša) režiserja Gustava Gavrina, Stojan Mutikaša režiserja Fedorja Hanžekovića, Krvava bajka režiserja Branimirja Torija Jankovića, Delije režiserja Miodraga Popovića, Doručak sa đavolom (Zajtrk s hudičem) režiserja Miroslava Antića, Kako umreti (Kako umret) režiserja M. Stamenkovića.
Nastopala je tudi v televizijskih filmih in serijah, pri čemer je bila posebej opazna v nadaljevanki Bukvar (Abecednik) v vlogi Kike Bibić.

## Nagrade in priznanja
Poleg sedmojulijske nagrade je za svoje igralske vloge prejela nagrado Dobrićin prsten (Dobričin prstan) leta 1981 poimenovano po srbskem igralcu Dobrici Milutinoviću (1880 do 1956), Statueto Joakim Vujić leta 1985, nagrado Pavle Vuisić leta 2007 in nagrado za življenjsko delo na festivalu Dnevi Zorana Radmilovića leta 2013.
Njej v čast so leta 2013 priredili izložbo v Mira Stupica - glumica veka (Mira Stupica - igralka stoletja) leta 2013 v Muzeju Narodnog pozorišta v Beogradu.
Ob proslavi 60 letnice njenega umetniškega dela leta 2001, so jo kolegi in kolegice naslovili z največjo srbsko igralko minulega stoletja. Mira Stupica je odgovorila, da ta naslov ne pripada njej, temveč nepravično zapostavljeni igralki Žanki Stokić. Hkrati je predlagala ustanvitev nagrade "Velika Žanka", ki je bila prvič podeljena leta 2003, Mira Stupica pa je ostala doživljenjska predsednica žirije, ki podeljuje nagrade najvidnejšim srbskim gledališkim igralkam.

## Filmografija
- 1951 Bakonja fra Brne
- 1953 Bila sam jača (Bila sem močnejša)
- 1953 Jara gospoda
- 1954 Stojan Mutikaša
- 1955 Hanka
- 1956 U mreži (V mreži)
- 1957 Mali čovek (Mali človek)
- 1959 Dundo Maroje (Boter Andraž)
- 1960 Dan četrnaesti (Dan štirinajsti)
- 1961 Siromašni mali ljudi (Revni majhni ljudje)
- 1964 Muški izlet (Moški izlet)
- 1964 Narodni poslanik (Ljudski poslanec)
- 1966 Pre rata (Pred vojno)
- 1966 Roj
- 1967 Palma među palmama (Palma med palmami)
- 1967 Noćna kafana (Nočna kavarna)
- 1967 Volite se ljudi (Imejte se radi, ljudje)
- 1967 Zabavlja vas Mija Aleksić (TV nadaljevanka)
- 1968 Delije
- 1968 Sunce tuđeg neba (Sonce tujega neba)
- 1968 Krvava bajka
- 1968 Kalendar Jovana Orlovića (Koledar Jovana Orlovića)
- 1968 Parničari (Pravdarji)
- 1968 Maksim našeg doba (Maksim našega časa)
- 1969 Neka daleka svjetlost (Neka oddaljena svetloba)
- 1969 Preko mrtvih (Prek mrtvih)
- 1969 Bukvar (Abecednik) (TV nadaljevanka)
- 1970 Mirina TV stupica (Mirina TV kletka)
- 1971 Jedan čovek - jedna pesma (En človek - ena pesem)
- 1971 Sve od sebe (Vse od sebe)
- 1971 Operacija 30 slova (Operacija 30 črk)
- 1971 Doručak sa đavolom (Zajtrk s hudičem)
- 1972 Slava i san (Slava in sanje)
- 1972 Nesporazum
- 1972 Ženski razgovori (Ženski pogovori)
- 1972 Zvezde su oči ratnika (Zvezde so oči bojevnikov)
- 1972 Selo bez seljaka (Vas brez vaščanov)
- 1972 Kako umreti (Kako umret)
- 1973 Samrtno proleće (Smrtonosna pomlad)
- 1973 Težak put (Težka pot)
- 1976 Poseta stare dame (Obisk stare dame)
- 1976 Odluka (Odločitev)
- 1977 Zovem se Eli (Imenujem se Eli)
- 1981 Sedam sekretara SKOJ-a (Sedem seekretarjev SKOJ-a) (TV nadaljevanka)
- 1982 Španac (TV nadaljevanka)
- 1982 Priče preko pune linije (Pravljice prek polne črte)
- 1982 Sablazan (Norost)
- 1985 Priče iz fabrike (Tovarniške zgodbe)
- 1987 Ženska priča (Ženska zgodba)
- 1989 Ranjenik (Ranjenec) (TV nadaljevanka)
- 1990 Gala korisnica:Atelje 212 (Gala uporabnica:Atelje 212) (TV film)
- 1994 Otvorena vrata (Odprta vrata) (TV nadaljevanka)
- 2006 Sedam i po (Sedem in pol)
- 2011 Parada

## Spomini
Leta 2000 je Mira Stupica objavila svoje spomine v knjigi z naslovom Šaka soli (Pest soli). Leta 2001 je bila to najbolj brana knjiga v Srbiji..